# 奥斯特海德
奥斯特海德（德語：Osterheide，發音：[ˈoːstɐˌhaɪdə]）是德国下萨克森州海德县的一个有人定居的非建制地区，面积179平方千米，2017年12月31日人口为1,961人。